# Билал, Вафаа
Вафаа (Вафа) Билал (англ. Wafaa Bilal, араб. وفاء بلال‎; род. 1966) — американский художник иракского происхождения, бывший профессор чикагской школы School of the Art Institute of Chicago, в настоящее время — ассистент профессора в школе Tisch School of the Arts при Нью-Йоркском университете. Является автором ряда неординарных перформансов.

## Биография
Родился 10 июня 1966 года в Ан-Наджафе, Ирак.
В юном возрасте мечтал стать художником, из-за предполагаемой измены одного из членов его семьи существующему режиму Саддама Хусейна, ему было запрещено изучать искусство в Ираке, и он обучался географии. Но Вафаа Билал продолжал изучать и работать в искусстве, вследствие чего был арестован как диссидент. Участвовал в акциях против вторжения иракской армии в Кувейт, организовывал оппозиционные группы. Затем бежал из Ирака и в 1991 году в течение двух лет находился в лагере для беженцев в Саудовской Аравии, занимаясь художественным преподаванием для детей.
В 1992 году он приехал в Соединённые Штаты, изучал искусство в университете University of New Mexico в Альбукерке (штат Нью-Мексико), который окончил в 1999 году. Позже переехал в Чикаго, где в 2003 году получил степень магистра в школе School of the Art Institute of Chicago и стал адъюнкт-профессором в следующем году. Занимаясь творчеством, выступал с лекциями об иракском режиме Саддама Хусейна, давал интервью. Его брат погиб в Ираке в 2004 году в результате американского ракетного удара, что усилило осуждение Билалом войны в Ираке. С целью мирного урегулирования конфликта он побывал с выступлениями во многих странах мира.
В декабре 2010 года участвовал в открытии Музея исламского искусства в Дохе (Катар).

## Творчество
Вафаа Билал известен как автор экстравагантных перформансов (арт-проектов), некоторые из них связаны с войной в Ираке: Domestic Tension, Virtual Jihadi, Dog or Iraqi, The 3rd I.

### Domestic Tension
В этом проекте 2007 года Билал в течение месяца жил в небольшой комнате, за которой можно было наблюдать через круглосуточно подключённую к Интернету веб-камеру. Камера была синхронизирована с пейнтбольным ружьём и любой пользователь мог выстрелить из него в художника. Целью этой акции было показать, каково это — постоянно жить под прицелом (по аналогии с авиационными и ракетными ударами американской армии). За 30 дней в него выстрелили порядка 60 000 раз посетители сайта из 128 стран.

### The 3rd I
Этот арт-перформанс Билала был показан в Музее исламского искусства в Дохе в 2010 году. Ему были имплантированы в затылочную часть головы три титановые пластины с фотокамерой. В течение одного года, начиная с 15 декабря 2010, эта камера круглосуточно транслировала на сайт по снимку один раз в минуту, где находится Вафаа Билал. Его реальное местоположение определялось с помощью системы GPS.
Из-за того, что одна из пластин не прижилась, Билал испытывал постоянную боль, и проект не был окончен.